# Championnat de République dominicaine de football 2022
Navigation
Édition précédente Édition suivante
La saison 2022 du championnat de République dominicaine de football est la huitième édition de la Liga Dominicana, le championnat de première division en République dominicaine.
Les huit meilleures équipes de l'île sont regroupées au sein d'une poule unique où elles s'affrontent à deux reprises. Les six meilleures se qualifient pour la Liguilla. De ce mini-championnat, les quatre premiers clubs se qualifient pour la phase finale, jouée avec deux demi-finales et une finale. Il n'y a ni promotion, ni relégation en fin de saison.
C'est le Cibao FC qui triomphe en finale face à l'Atlético Pantoja. Il s’agit du troisième titre de champion de République dominicaine de l’histoire du club après un premier succès en 2018 et lors de l'édition précédente.
Les deux finalistes, le Cibao FC et l'Atlético Pantoja, ainsi que le meilleur club au classement général, le Moca FC, se qualifient pour la Coupe caribéenne de la CONCACAF 2023 alors que l'O&M FC (en), derrière le Moca FC au classement, se qualifie pour le CONCACAF Caribbean Club Shield 2023.

## Équipes participantes
Après une saison 2021 jouée avec dix équipes, le départ de l'Atlántico FC et de l'Atlético de San Francisco ramène le nombre de participants à huit en 2022.
| \| Cibao Vega Real O&M Pantoja Jarabacoa Delfines del Este San Cristóbal Moca FC \| Localisation des équipes engagées. |
| Cibao Vega Real O&M Pantoja Jarabacoa Delfines del Este San Cristóbal Moca FC                                          |

| Équipe                 | Classement 2021 | Ville                      | Stade                               |
| ---------------------- | --------------- | -------------------------- | ----------------------------------- |
| Cibao FC               | Champion        | Santiago de los Caballeros | Stade du Cibao FC                   |
| Atlético Vega Real     | Finaliste       | La Vega                    | Stade olympique de La Vega          |
| Atlético Pantoja       | Demi-finaliste  | Saint-Domingue             | Stade olympique Félix-Sánchez       |
| Jarabacoa FC           | Demi-finaliste  | Jarabacoa                  | Stade olympique de La Vega          |
| Moca FC                | 5e (Liguilla)   | Moca                       | Polideportivo Moca 85               |
| Universidad O&M        | 6e (Liguilla)   | Saint-Domingue             | Stade olympique Félix-Sánchez       |
| Delfines del Este      | 7e              | La Romana                  | Stade panaméricain de San Cristóbal |
| Atlético San Cristóbal | 8e              | San Cristóbal              | Stade panaméricain de San Cristóbal |

Légende des couleurs
- Tenant du titre

## Compétition
Le barème utilisé pour établir le classement est le suivant :
- Victoire : 3 points
- Match nul : 1 point
- Défaite : 0 point

### Saison régulière
| Rang | Équipe                 | Pts | J  | G | N | P  | Bp | Bc | Diff |
| ---- | ---------------------- | --- | -- | - | - | -- | -- | -- | ---- |
| 1    | Cibao FC T             | 30  | 14 | 9 | 3 | 2  | 26 | 14 | +12  |
| 2    | Jarabacoa FC           | 26  | 14 | 7 | 5 | 2  | 20 | 10 | +10  |
| 3    | Moca FC                | 24  | 14 | 6 | 6 | 2  | 22 | 17 | +5   |
| 4    | Universidad O&M        | 23  | 14 | 6 | 5 | 3  | 19 | 13 | +6   |
| 5    | Atlético Vega Real     | 19  | 14 | 5 | 4 | 5  | 15 | 15 | 0    |
| 6    | Atlético Pantoja       | 17  | 14 | 5 | 2 | 7  | 20 | 20 | 0    |
| 7    | Atlético San Cristóbal | 7   | 14 | 1 | 4 | 9  | 11 | 26 | -15  |
| 8    | Delfines del Este      | 6   | 14 | 1 | 3 | 10 | 9  | 27 | -18  |

|  | Qualification pour la Liguilla |
|  | T : Tenant du titre            |

### Liguilla
| Rang | Équipe             | Pts | J  | G | N | P | Bp | Bc | Diff |
| ---- | ------------------ | --- | -- | - | - | - | -- | -- | ---- |
| 1    | Atlético Pantoja   | 22  | 10 | 7 | 1 | 2 | 20 | 12 | +8   |
| 2    | Moca FC            | 15  | 10 | 3 | 6 | 1 | 11 | 8  | +3   |
| 3    | Cibao FC T         | 14  | 10 | 3 | 5 | 2 | 14 | 14 | 0    |
| 4    | Atlético Vega Real | 14  | 10 | 4 | 2 | 4 | 11 | 14 | -3   |
| 5    | Universidad O&M    | 12  | 10 | 3 | 3 | 4 | 13 | 11 | +2   |
| 6    | Jarabacoa FC       | 3   | 10 | 0 | 3 | 7 | 7  | 17 | -10  |

|  | Qualification pour les demi-finales |
|  | T : Tenant du titre                 |

### Phase finale
Les quatre équipes qualifiées sont réparties dans le tableau final d'après leur classement général. L'équipe la moins bien classée accueille lors du match aller et la meilleure lors du match retour au cours des demi-finales et de la finale.
En cas d'égalité sur la somme des deux matchs et en l'absence de la règle des buts marqués à l'extérieur, deux périodes de prolongations sont jouées et une séance de tirs au but a éventuellement lieu pour départager les deux équipes.

#### Tableau
|  | Demi-finales                     | Demi-finales                   | Demi-finales                   | Demi-finales                   |                      |                      | Finale               | Finale               | Finale               | Finale               |
|  |                                  |                                |                                |                                |                      |                      |                      |                      |                      |                      |
|  | 17 septembre et 2 octobre 2022   | 17 septembre et 2 octobre 2022 | 17 septembre et 2 octobre 2022 | 17 septembre et 2 octobre 2022 |                      |                      | 8 et 15 octobre 2022 | 8 et 15 octobre 2022 | 8 et 15 octobre 2022 | 8 et 15 octobre 2022 |
|  | (1) Atlético Pantoja             | (1) Atlético Pantoja           | 4                              | 4                              |                      |                      | 8 et 15 octobre 2022 | 8 et 15 octobre 2022 | 8 et 15 octobre 2022 | 8 et 15 octobre 2022 |
|  | (1) Atlético Pantoja             | (1) Atlético Pantoja           | 4                              | 4                              |                      |                      | 8 et 15 octobre 2022 | 8 et 15 octobre 2022 | 8 et 15 octobre 2022 | 8 et 15 octobre 2022 |
|  | (4) Atlético Vega Real           | (4) Atlético Vega Real         | 1                              | 1                              |                      |                      | 8 et 15 octobre 2022 | 8 et 15 octobre 2022 | 8 et 15 octobre 2022 | 8 et 15 octobre 2022 |
|  | (4) Atlético Vega Real           | (4) Atlético Vega Real         | 1                              | 1                              | (1) Atlético Pantoja | (1) Atlético Pantoja | 1                    | 1                    |                      |                      |
|  | 18 septembre et 1er octobre 2022 |                                |                                |                                | (1) Atlético Pantoja | (1) Atlético Pantoja | 1                    | 1                    |                      |                      |
|  |                                  |                                | (3) Cibao FC                   | (3) Cibao FC                   | 2                    | 1                    |                      |                      |                      |                      |
|  | (2) Moca FC                      | (2) Moca FC                    | (3) Cibao FC                   | (3) Cibao FC                   | 2                    | 1                    | 0                    | 1                    |                      |                      |
|  | (2) Moca FC                      | (2) Moca FC                    |                                |                                |                      |                      |                      | 1                    |                      |                      |
|  | (3) Cibao FC                     | (3) Cibao FC                   | 1                              | 1                              |                      |                      |                      |                      |                      |                      |
|  | (3) Cibao FC                     | (3) Cibao FC                   | 1                              | 1                              |                      |                      |                      |                      |                      |                      |

#### Demi-finales
| Équipe           | Aller | Retour | Équipe             | Commentaire |
| Atlético Pantoja | 4-1   | 4-1    | Atlético Vega Real |             |
| Moca FC          | 0-1   | 1-1    | Cibao FC           |             |

#### Finale
| Aller          | Cibao FC                          | 2 - 1   | Atlético Pantoja | Stade du Cibao FC, Santiago de los Caballeros |  |
| 8 octobre 2022 | Ortega 38e (csc) · Hérold Jr. 81e | (1 - 1) | 13e López        |                                               |  |
| 8 octobre 2022 | Rapport                           |         |                  |                                               |  |

| Retour          | Atlético Pantoja | 1 - 1   | Cibao FC     | Stade olympique Félix-Sánchez, Saint-Domingue |  |
| 15 octobre 2022 | Rodríguez 6e     | (1 - 1) | 32e González |                                               |  |
| 15 octobre 2022 | Rapport          |         |              |                                               |  |

| Vainqueur de la Liga Dominicana 2022 Cibao FC 3e titre |

## Statistiques

### Meilleurs buteurs
Voici un tableau des meilleurs buteurs du championnat lors de l'édition 2022.
| Rang | Nom             | Équipe           | Buts |
| 1    | Gustavo Ascona  | Moca FC          | 14   |
| 2    | Jesús Rodríguez | Atlético Pantoja | 10   |
| 2    | Juan Díaz       | Cibao FC         | 10   |

## Bilan de la saison
| Championnat de République dominicaine de football 2022 |                     |
| Champion                                               | Cibao FC (3e titre) |
| Dauphin                                                | Atlético Pantoja    |
| Qualifications continentales                           |                     |
| Coupe caribéenne de la CONCACAF 2023                   | Cibao FC            |
| Coupe caribéenne de la CONCACAF 2023                   | Atlético Pantoja    |
| Coupe caribéenne de la CONCACAF 2023                   | Moca FC             |
| CONCACAF Caribbean Club Shield 2023                    | O&M FC (en)         |